# Aeroportul Stawell
Aeroportul Stawell (IATA: SWC, ICAO: YSWL) este un aeroport din Victoria, Australia. A fost numit după Stawell⁠(d).
Situat la o altitudine de 236 m, aeroportul dispune de o singură pistă.